# NGC 3257
NGC 3257 é uma galáxia elíptica (E/SB0) localizada na direcção da constelação de Antlia. Possui uma declinação de -35° 39' 29" e uma ascensão recta de 10 horas, 28 minutos e 47,0 segundos.
A galáxia NGC 3257 foi descoberta em 2 de Maio de 1834 por John Herschel.